# BREAKERZ BEST 〜SINGLE COLLECTION〜
『BREAKERZ BEST 〜SINGLE COLLECTION〜』（ブレイカーズ・ベスト・シングル・コレクション）は、日本のヴィジュアル系ロックバンド・BREAKERZが2012年10月10日にZAIN RECORDSから発売した1枚目のベストアルバムである。

## 内容
前作『GO』から約1年1か月ぶりにして、初のベストアルバム。同年7月27日に日本武道館で開催されたワンマンライブ『BREAKERZ デビュー5周年記念ライブ "WISH 4U"』にて発売が発表された。
メジャーデビュー5周年を記念して制作された、初の2枚組からなるシングル・コレクションとなっている。なお、今作に収録されている全曲にデジタルリマスターが施されている。
ジャケットの異なる初回限定盤Aと初回限定盤B、通常盤の3形態で発売された。初回限定盤Aには特典として今作までの両A面含む全13作22曲からなるミュージッククリップ集のDVDと、未公開オフショットが多数収められたドキュメント映像を収録したDVDが、初回限定盤Bには特典として今作発売までの全作品からシングル表題曲を除いた上でメンバーが選曲した『MEMBER'S SELECTION』と銘打ったCDが、通常盤にはランダムで全5種類からなるトレーディングカードが同梱された。
また、全形態共通で応募券が封入され、1枚1ポイントとした上で異なる特典がプレゼントされた。3ポイントで応募者全員にメンバー直筆の年賀状と抽選3名限定でメンバー1名とデートが出来る「憧れのメンバーと2人っきりでデートが出来る!?BREAKERZベストカップル賞」が、2ポイントで発売後に敢行される『BREAKERZ LIVE TOUR 2012〜2013 "BEST"』へのライブ招待並びに記念撮影が出来る賞がライブハウス編で抽選3組6名とホール編で抽選5組10名に、1ポイントで応募者全員に今作の初回限定盤Bに同梱される特典CD収録曲「DESTROY CRASHER 2012」のスペシャルミュージッククリップダウンロード賞とメンバーベスト着ボイス賞が割り当てられた。

## 収録曲
| #   | タイトル                        | 作詞 | 作曲・編曲 |
| --- | ------------------------------- | ---- | ---------- |
| 1.  | 「SUMMER PARTY」                |      |            |
| 2.  | 「LAST EMOTION」                |      |            |
| 3.  | 「世界は踊る」                  |      |            |
| 4.  | 「灼熱」                        |      |            |
| 5.  | 「Angelic Smile」               |      |            |
| 6.  | 「WINTER PARTY」                |      |            |
| 7.  | 「GRAND FINALE」                |      |            |
| 8.  | 「Everlasting Luv」             |      |            |
| 9.  | 「BAMBINO 〜バンビーノ〜」      |      |            |
| 10. | 「光」                          |      |            |
| 11. | 「LOVE FIGHTER 〜恋のバトル〜」 |      |            |

| #   | タイトル             | 作詞 | 作曲・編曲 |
| --- | -------------------- | ---- | ---------- |
| 1.  | 「激情」             |      |            |
| 2.  | 「hEaVeN」           |      |            |
| 3.  | 「BUNNY LOVE」       |      |            |
| 4.  | 「REAL LOVE 2010」   |      |            |
| 5.  | 「月夜の悪戯の魔法」 |      |            |
| 6.  | 「CLIMBER×CLIMBER」  |      |            |
| 7.  | 「LAST † PRAY」      |      |            |
| 8.  | 「絶対! I LOVE YOU」 |      |            |
| 9.  | 「Miss Mystery」     |      |            |
| 10. | 「オーバーライト」   |      |            |
| 11. | 「脳内Survivor」     |      |            |

| #   | タイトル                                | 作詞 | 作曲・編曲 |
| --- | --------------------------------------- | ---- | ---------- |
| 1.  | 「DESTROY CRASHER 2012」                |      |            |
| 2.  | 「GO」                                  |      |            |
| 3.  | 「NO SEX NO LIFE」                      |      |            |
| 4.  | 「NEXT LEVEL」                          |      |            |
| 5.  | 「アオノミライ」                        |      |            |
| 6.  | 「B.R.Z 〜明日への架橋〜」              |      |            |
| 7.  | 「EMILY」                               |      |            |
| 8.  | 「BIG BANG!」                           |      |            |
| 9.  | 「ダンデライオン 〜Acoustic Version〜」 |      |            |
| 10. | 「FAKE LOVE 2012」                      |      |            |
| 11. | 「IN THE SKY」                          |      |            |
| 12. | 「Smile in Tears」                      |      |            |
| 13. | 「Kamisori」                            |      |            |
| 14. | 「THE TRAIN'S GONE･･･」                 |      |            |
| 15. | 「初恋トランポリン」                    |      |            |
| 16. | 「ありがとう 〜Beautiful day〜」        |      |            |

### 解説
DISC 1
1. SUMMER PARTY
両A面からなる、1stシングルの表題1曲目。
2. LAST EMOTION
両A面からなる、1stシングルの表題2曲目。
3. 世界は踊る
両A面からなる、2ndシングルの表題1曲目。
4. 灼熱
両A面からなる、2ndシングルの表題2曲目。
5. Angelic Smile
両A面からなる、3rdシングルの表題1曲目。シングルバージョンとしてはアルバム初収録。
6. WINTER PARTY
両A面からなる、3rdシングルの表題2曲目。シングルバージョンとしてはアルバム初収録。
7. GRAND FINALE
4thシングルの表題曲。
8. Everlasting Luv
両A面からなる、5thシングルの表題1曲目。
9. BAMBINO 〜バンビーノ〜
両A面からなる、5thシングルの表題2曲目。シングルバージョンとしてはアルバム初収録。
10. 光
6thシングルの表題曲。シングルバージョンとしてはアルバム初収録。
11. LOVE FIGHTER 〜恋のバトル〜
7thシングルの表題曲。シングルバージョンとしてはアルバム初収録。

DISC 2
1. 激情
両A面からなる、8thシングルの表題1曲目。
2. hEaVeN
両A面からなる、8thシングルの表題2曲目。アルバム初収録。
3. BUNNY LOVE
両A面からなる、9thシングルの表題1曲目。
4. REAL LOVE 2010
両A面からなる、9thシングルの表題2曲目。アルバム初収録。
5. 月夜の悪戯の魔法
両A面からなる、10thシングルの表題1曲目。シングルバージョンとしてはアルバム初収録。
6. CLIMBER×CLIMBER
両A面からなる、10thシングルの表題2曲目。
7. LAST † PRAY
両A面からなる、11thシングルの表題1曲目。
8. 絶対! I LOVE YOU
両A面からなる、11thシングルの表題2曲目。
9. Miss Mystery
12thシングルの表題曲。アルバム初収録。
10. オーバーライト
両A面からなる、13thシングルの表題1曲目。アルバム初収録。
11. 脳内Survivor
両A面からなる、13thシングルの表題2曲目。アルバム初収録。

MEMBER’S SELECTION
1. DESTROY CRASHER 2012
1stミニアルバムの収録曲の再録バージョン[2]。
2. GO
5thアルバムの表題曲。
3. NO SEX NO LIFE
2ndアルバムの収録曲。
4. NEXT LEVEL
4thアルバムの収録曲。
5. アオノミライ
1stミニアルバムの表題曲。
6. B.R.Z 〜明日への架橋〜
2ndアルバムの収録曲。
7. EMILY
2ndアルバムの収録曲。
8. BIG BANG!
3rdアルバムの表題曲。
9. ダンデライオン 〜Acoustic Version〜
2ndミニアルバムの収録曲並びに4thシングルのカップリング曲。
10. FAKE LOVE 2012
1stミニアルバムの収録曲の再録バージョン[2]。
11. IN THE SKY
2ndアルバムの収録曲。
12. Smile in Tears
4thシングルのカップリング曲。アルバム初収録。
13. Kamisori
1stアルバムの収録曲。
14. THE TRAIN'S GONE･･･
1stアルバムの収録曲。
15. 初恋トランポリン
4thアルバムの収録曲。
16. ありがとう 〜Beautiful day〜
10thシングルのカップリング曲。アルバム初収録。